# Dommartin-le-Saint-Père
Dommartin-le-Saint-Père é uma comuna francesa na região administrativa de Grande Leste, no departamento de Haute-Marne. Estende-se por uma área de 14,88 km². Em 2010 a comuna tinha 284 habitantes (densidade: 19,1 hab./km²).